# Грунд, Оскар
Фридрих Оскар Грунд (нем. Friedrich Oscar Grund; 16 января 1840, Гамбург — 30 июня 1873, Страсбург) — немецкий историк. Сын музыканта Фридриха Вильгельма Грунда.
В детстве в результате простудного заболевания и последовавшего дерматоза ослеп. Освоив письменность для слепых, успешно окончил гимназию, изучал историю в Гейдельбергском университете, затем в Гёттингенском университете под руководством Георга Вайца, защитил докторскую диссертацию «Выборы Рудольфа Рейнфельденского на королевский престол» (нем. Die Wahl Rudolfs von Rheinfelden zum Gegenkönig; 1870). Затем опубликовал вторую монографию, «Предполагавшийся поход короля Оттона Великого на Данию» (нем. Kaiser Otto des Großen angeblicher Zug gegen Dänemark). После этого Грунд отправился в Мюнхен, решив переключиться на занятия историей Франции, и приступил к работе об аббате Сугерии, намереваясь габилитироваться в Страсбургском университете, однако неожиданно умер от скарлатины.